# Asasinul Bigfoot
Asasinul Bigfoot este numele atribuit unui presupus criminal în serie american, rămas neidentificat, care a violat și ucis șapte fete și femei în Detroit, între februarie și octombrie 1975. Toate victimele erau implicate în prostituție și trăiau în sărăcie, iar crimele au avut loc în cartierul Cass Corridor.

## Crime
Infractorul a ales drept victime tinere cu vârste cuprinse între 16 și 22 de ani, care practicau prostituția pe străzi. La începutul anului 1975, acesta a comis cel puțin patru violuri, victimele sale mergând la poliție și descriindu-i aspectul, pe baza căreia a fost realizat un portret robot. Între 16 februarie și 20 octombrie, infractorul a ucis șapte femei în total, dintre care cinci afro-americane și două albe. În timpul anchetei, martorii au relatat că ucigașul conducea un Oldsmobile bej, iar după ce oferea 15 dolari în schimbul unor servicii sexuale, își ademenea victimele în mașină. Ulterior, le amenința cu un cuțit, le agresa fizic, le viola, le sodomiza și, în cele din urmă, le strangula. Conform descrierilor, acesta era un bărbat afro-american, masiv, înalt, cu păr facial și afro, având probabil între 30 și 35 de ani. Poliția a speculat că acesta ar fi suferit de acromegalie, întrucât, potrivit mărturiilor și altor dovezi, avea mâini și picioare de dimensiuni foarte mari. Din acest motiv, a fost supranumit „Bigfoot”.
La sfârșitul anului 1975, după ce aceste informații au fost făcute publice, un grup de activiști din cadrul unor ONG-uri și câteva sute de locuitori din cartierul Cass Corridor au organizat un miting în fața secției de poliție, acuzând autoritățile de neglijență din cauza statutului social al victimelor. Aceștia au făcut apel la organele administrative ale orașului, cerând deschiderea unei anchete și sancționarea oficialilor responsabili, deoarece autoritățile refuzaseră să divulge informații despre crimele în curs și nu au putut lua măsurile de precauție adecvate. Pentru a-și susține acuzațiile, protestatarii au prezentat un pliant al poliției care descria înfățișarea ucigașului și includea un număr de telefon pentru contact, dar acesta era inaccesibil pe timpul nopții. Reprezentanții forțelor de ordine au negat aceste acuzații, susținând că s-au depus eforturi suficiente.

## Suspect
În timpul investigației, Carl Mayweather Jr., un afro-american în vârstă de 29 de ani, originar din Detroit, a fost arestat pe 27 ianuarie 1976, în timpul unei tentative de viol asupra unei femei în River Rouge, fiind ulterior considerat principalul suspect. Mayweather provenea dintr-o familie bogată și ocupa o poziție de conducere într-o mică companie deținută de tatăl său. Cu toate acestea, s-a descoperit că anterior fusese urmărit penal pentru agresarea unei femei, infracțiune pentru care primise o sentință cu suspendare.   
Deoarece era înalt, atletic, purta pantofi de mărimea 46 și se potrivea fizic cu descrierea ucigașului, după ce a fost acuzat de viol și jaf în februarie 1976, autoritățile au început să investigheze posibilitatea ca el să fi fost ucigașul Bigfoot.
Cu toate acestea, în lunile următoare, s-a stabilit că Mayweather avea un alibi solid pentru cel puțin patru dintre crime, motiv pentru care nu i-au fost aduse alte acuzații, fiind astfel eliminat din lista suspecților.
Ucigașul Bigfoot nu a fost niciodată capturat și rămâne neidentificat până în prezent.

## Victime
- Valinda Brown (16 februarie)[10]
- Julie Brown, 16 (24 aprilie)
- Regina Foshee, 19 (1 mai)
- Naomi Hall, 22 (3 mai)
- Eoria Dick, 22 (13 iunie)
- Andrea Coxton, 22 (13 iulie)
- Dorothy Holmes, 43 (19 octombrie)